# Liste de films soviétiques sortis en 1957
Cet article présente une liste de films produits en Union soviétique en 1957.

## 1957
Les titres en français sont en grande majorité des traductions et non les titres attribués par les distributeurs dans les pays francophones.
Pour le classement annuel, la liste des titres a été établie en se basant sur les répertoires des pages Wikipédia en russe documentées par Longs métrages soviétiques. Catalogue annoté complétées par les listes des sites «kino-teatr» et «kinopoisk» d'où le nombre important de films que l'on trouve dans les références.
Pour les titres où l'on manque de précisions, seule l'année est indiquée : année de réalisation, année de sortie ou les deux ?. Bien que cela puisse paraître superflu, 1957 est inscrit pour chacun de ces titres pour montrer que la vérification a été faite.
On remarque que, la plupart du temps, il n'y a pas de première pour les courts métrages ainsi que pour les dessins animés et les documentaires de courte durée.
| Titre                                                             | Titre original                           | Date de sortie                   | Réalisateur                                                                      |
| ----------------------------------------------------------------- | ---------------------------------------- | -------------------------------- | -------------------------------------------------------------------------------- |
| Agitation (film, 1956)                                            | ru:Суета (фильм, 1956)                   | juillet 1957                     | Maria Afanassieva                                                                |
| A la merci de l'or                                                | ru:Во власти золота                      | 28 décembre 1957                 | Ivan Pravov                                                                      |
| À la poursuite de la gloire                                       | ru:В погоне за славой                    | 1er avril 1957                   | Rafaïl Ioulevitch Goldine (ru)                                                   |
| Après la tempête (film, 1956)                                     | ru: После шторма (фильм)                 | 16 février 1957                  | Edouard Adolfovitch Pentsline (ru) et Fiodor Fiodorovitch Knoppe (ru)            |
| À qui appartient ce diable?                                       | ru:Чья это двойка?                       | 25 novembre 1957                 | Vladimir Vassilievitch Grebniov                                                  |
| Au nom du bonheur                                                 | ru:Во имя счастья                        | 26 juin 1957                     | Iouldach Arzamov et Vitali Alenine                                               |
| Au tournant                                                       | ru:На переломе                           | 9 décembre 1957                  | Nikolaï Ivanovitch Lebedev (ru)                                                  |
| Avant qu'il ne soit trop tard                                     | ru:Пока не поздно                        | 1er juillet 1957 à Vilnius       | Vytautas Žalakevičius et Iouli Moïseïevitch Foguelman (ru)                       |
| Avicenne                                                          | ru:Авиценна (фильм)                      | 9 décembre 1957                  | Kamil Iarmatovitch Iarmatov                                                      |
| Bottes (film, 1957)                                               | ru:Сапоги ( фильм)                       | 23 novembre 1957 à la télévision | Vladimir Viktorovitch Nemoliaïev (ru)                                            |
| Bouleaux dans la steppe                                           | ru:Бёрезы в степи                        | 31 juillet 1957                  | Iouri Sergueïevitch Pobedonostsev (ru)                                           |
| Bravo, Anita !                                                    | ru:Ты молодец, Анита!                    | 1er février 1957                 | Vladimir Aleksandrovitch Kotchetov (ru) et Evgueni Nekrassov                     |
| Cadeau ailé                                                       | ru:Крылатый подарок (1956)               | 29 décembre 1957                 | Emir Ibraguimovitch Faïk (ru) et Aleksandr Slobodnik                             |
| Ce n'est pas la faute des chevaux                                 | ru:Кони не виноваты (фильм)              | juillet 1957                     | Stanislav Komar                                                                  |
| C'est arrivé à Nekrassovskaïa                                     | ru:Это случилось на Некрасовской         | 17 juin 1957                     | Iouri Epchteïn                                                                   |
| Le Champ Poliouchko                                               | ru:Полюшко-поле (фильм)                  | 15 mars 1957                     | Vera Stroeva                                                                     |
| Chanson de Poddubenskie                                           | ru:Поддубенские частушки                 | 6 Juillet 1957                   | Herbert Rappaport                                                                |
| La Chanson d'Eteri                                                | ru:Песнь Этери                           | 1er février 1957                 | Semion Vissarionovitch Dolidze (ru)                                              |
| La Chanson du berger                                              | ru:Песня табунщика                       | 12 mars 1957                     | Andreï Vladimirovitch Frolov (ru)                                                |
| Chelmenko l'infirmier                                             | uk:Шельменко-денщик (фільм, 1957)        | 5 octobre 1957 à la télévision   | Viktor Mikhaïlovitch Ivanov (ru)                                                 |
| Les Chercheurs (film)                                             | ru:Искатели (фильм, 1956, СССР)          | 23 mai 1957                      | Mikhaïl Grigorievitch Chapiro (ru)                                               |
| Chère immortalité                                                 | ru:Дорогой бессмертия (1957              | 4 novembre 1957                  | Andreï Aleksandrovitch Tchiguinski et Gueorgui Tovstonogov                       |
| Le cœur chante                                                    | ru:Сердце поет                           | 4 avril 1957                     | Grigori Gueorguievitch Melik-Avakian (ru) et Iakov Kotcharian                    |
| Comment il a menti à son mari                                     | ru:Как он лгал её мужу (фильм)           | 7 mars 1957                      | Tatiana Borissovna Berezantseva (ru)                                             |
| Coordonnées inconnues                                             | ru :Координаты неизвестны                | 2 octobre 1957                   | Mikhaïl Borissovitch Viniarski (ru)                                              |
| Dans le jardin (film, 1956)                                       | ru:На задворках (фильм, 1956)            | 24 avril 1957                    | Viktor Petrovitch Nevejine (de)                                                  |
| Dans le Pacifique (documentaire, 1957)                            | ru:В тихом океане (документальный, 1957) | 1957                             | Aleksandr Zgouridi                                                               |
| Le Dernier de Saboudara                                           | ru:Последний из Сабудара                 | 1957 en Géorgie                  | Chota Ilitch Managadze (ru)                                                      |
| Derrière un vol de cygnes                                         | ru:За лебединой стаей облаков            | 8 aout 1957                      | Pāvels Armands                                                                   |
| Des marches raides                                                | ru :Крутые ступени                       | 25 juillet 1957                  | Siguizmound Frantsevitch (ru)                                                    |
| Le Destin d'une femme                                             | ru:Судьба женщины                        | 1er novembre 1957 à Tbilissi     | Nikolaï Konstantinovitch Sanichvili (ru)                                         |
| Des verstes sous le feu ou Bornes en flammes                      | ru:Огненные вёрсты                       | 1er novembre 1957                | Samson Samsonov                                                                  |
| Le détachement de Troubatchev se bat                              | ru:Отряд Трубачёва сражается             | 18 mai 1957                      | Ilia Frez                                                                        |
| Deux du même quartier                                             | ru:Двое из одного квартала (фильм)       | 21 aout 1957 à Grozny            | Ilia Iakovlevitch Gourine (ru) et Ajdar Moutallim ogly Ibraguimov                |
| Deux vies ou Soeurs                                               | ru:Две жизни (фильм, 1956)               | 10 février 1957                  | Konstantine Naoumovitch Voïnov (ru)                                              |
| Dokhounda                                                         | ru:Дохунда (фильм, 1956)                 | 12 mai 1957                      | Boris Arievitch Kimiagarov                                                       |
| Don César de Bazan (film, 1957)                                   | ru:Дон Сезар де Базан (спектакль)        | 31 aout 1957                     | Vladimir Platonovitch Kojitch (ru)                                               |
| Le Don paisible (film)                                            | ru:Тихий Дон (фильм, 1958)               | 26 octobre 1957                  | Sergueï Guerassimov                                                              |
| Don Quichotte                                                     | ru:Дон Кихот (фильм, 1957)               | 23 mai 1957                      | Grigori Kozintsev                                                                |
| Le Duel                                                           | ru:Поединок (фильм, 1957)                | 2 décembre 1957                  | Vladimir Petrov                                                                  |
| Elle t'aime                                                       | ru:Она вас любит                         | 7 janvier ou 7 juillet 1957      | Semion Iossifovitch Derevianski (ru) et Rafaïl Rafaïlovitch Souslovitch (ru)     |
| En route vers les étoiles                                         | ru:Дорога к звёздам (фильм, 1957)        | 7 novembre 1957                  | Pavel Klouchantsev                                                               |
| Etincelle partisane                                               | ru:Партизанская искра (фильм)            | 5 novembre 1957                  | Metchislava Maïevskaïa et Alekseï Maslioukov                                     |
| La Famille Oulianov (film, 1957)                                  | ru:Семья Ульяновых (фильм, 1957)         | 28 octobre 1957                  | Valentine Ivanovitch Nevzorov (ru)                                               |
| La Fille du phare                                                 | ru: Девушка с маяка                      | 9 aout 1957                      | Grigori Timofeïevitch Krikoun (ru)                                               |
| Fils du pêcheur (film, 1957)                                      | ru:Сын рыбака (фильм, 1957)              | 18 juillet 1957                  | Varis Krūmiņš                                                                    |
| Le Garçon gutta-percha                                            | ru:Гуттаперчевый мальчик (фильм, 1957)   | 27 aout 1957                     | Vladimir Ivanovitch Guerassimov (ru)                                             |
| Hauteur (film, 1957)                                              | ru:Высота (фильм, 1957)                  | 29 avril 1957                    | Alexandre Zarkhi                                                                 |
| L'Histoire du premier amour                                       | ru:Повесть о первой любви                | 28 juin 1957                     | Vassili Nikolaïevitch Levine (ru)                                                |
| L'Honneur de la famille                                           | ru:Честь семьи                           | 23 aout 1957                     | Ivan Moutanov                                                                    |
| Iekaterina Voronina                                               | ru:Екатерина Воронина (фильм)            | 18 mai 1957                      | Isidore Annenski                                                                 |
| Ignotas est rentré chez lui                                       | ru:Игнотас вернулся домой                | 10 septembre 1957                | Aleksandr Iefmovitch Razoumny                                                    |
| Images familières                                                 | ru:Знакомые картинки                     | 19 juin 1957                     | Evgueni Tikhonovitch Migounov (ru)                                               |
| J'ai rencontré une fille                                          | ru:Я встретил девушку                    | 9 avril 1957                     | Rafaïl Iakovlevitch Perelchteïn (ru)                                             |
| Je dirai la vérité                                                | ru:Я скажу правду                        | 18 décembre 1957 à Tbilissi      | Levan Iossifovitch Khotivari (ru)                                                |
| La Jeune Fille et le crocodile                                    | ru:Девочка и крокодил                    | 24 mars 1957                     | Iossif Lvovitch Guindine (ru) et Issaak Mikhaïlovitch Menaker (ru)               |
| Kolia est seul à la maison                                        | ru:Коля дома один                        | 18 juillet 1957                  | Agassi Aroutiounovitch Babaïan (ru)                                              |
| Le Lac des cygnes (film, 1957)                                    | ru:Лебединое озеро (фильм, 1957)         | 21 octobre 1957                  | Zoïa Pavlovna Touloubieva                                                        |
| Leçon d'histoire (film, 1956)                                     | ru:Урок истории (фильм)                  | 26 février 1957                  | Leo Arnchtam et Khristo Piskov (ru)                                              |
| La Légende de Poleskaïa                                           | ru:Полесская легенда                     | 5 juin 1957                      | Nikolaï Nikolaïevitch Figourovski (ru) et Piotr Vassilievski                     |
| Lever de soleil sanglant                                          | ru:Кровавый рассвет                      | 23 janvier 1957                  | Alekseï Filimonovitch Chvatchko (ru)                                             |
| Loin et proche                                                    | ru:Далёкое и близкое                     | 1957                             | Nikolaï Konstantinovitch Makarenko (ru) et Alexandre Kozyr                       |
| Le Lutteur et le Clown                                            | ru:Борец и клоун                         | 9 décembre 1957                  | Konstantin Youdine et Boris Barnet                                               |
| Ma fille (film, 1956)                                             | ru:Моя дочь (фильм, 1956)                | 17 mars 1957                     | Viktor Sergueïevitch Jiline (ru)                                                 |
| La Maison où je vis                                               | ru:Дом, в котором я живу                 | 23 décembre 1957                 | Lev Koulidjanov et Iakov Aleksandrovitch Seguel (ru)                             |
| Malva (film, 1957)                                                | ru:Мальва (фильм)                        | 8 juin 1957                      | Vladimir Braun                                                                   |
| La Mariée                                                         | ru:Невеста (фильм, 1956)                 | 24 avril 1957                    | Grigori Gueorguievitch Nikouline (ru) et Vladimir Chredel                        |
| Le marin est allé à terre                                         | ru :Матрос сошел на берег                | 1erjanvier 1957 à Odessa         | Grigori Lazarevitch Aronov et Lev Stefanovitch Danilov (ru)                      |
| Mikolka, la locomotive à vapeur                                   | ru:Миколка-паровоз                       | 8 décembre 1957                  | Lev Goloub                                                                       |
| Mon ami Navrouzov                                                 | ru:Мой друг Наврузов                     | 1957                             | Chamsi Kiamov (ru) et Nikolaï Ignatievitch Litous (ru)                           |
| Le Mystère des deux océans                                        | ru:Тайна двух океанов (фильм)            | 25 mars 1957                     | Konstantine Konstantinovitch Pipinachvili (ru)                                   |
| Nœud serré                                                        | ru:Тугой узел                            | 9 juin 1957                      | Mikhaïl Schweitzer                                                               |
| Nos voisins                                                       | ru:Наши соседи (фильм)                   | 16 décembre 1957                 | Sergueï Ivanovitch Splochnov (ru)                                                |
| Notre champ                                                       | ru:Наш двор (фильм, 1956)                | 25 juillet 1957                  | Revaz Tchkheidze                                                                 |
| Nous vivons ici                                                   | ru:Мы здесь живём                        | 26 mars 1957                     | Chaken Kenjetaïevitch Aïmanov (ru)                                               |
| Le Noyé (film, 1956)                                              | ru:Утопленник (фильм, 1956)              | 7 mars 1957                      | Vytautas Žalakevičius                                                            |
| Ombre sur la route                                                | ru:Тень на дороге                        | 12 aout 1957                     | David Evguenievitch Rondeli (ru)                                                 |
| L'Orage (film, 1957)                                              | ru:Шторм                                 | 15 octobre 1957                  | Mikhail Dubson                                                                   |
| Patrouille de nuit                                                | ru:Ночной патруль (фильм, 1957)          | 16 décembre 1957                 | Vladimir Soukhobokov                                                             |
| Pavel Kortchaguine                                                | ru:Павел Корчагин (фильм)                | 29 janvier 1957                  | Alexandre Alov et Vladimir Naoumov                                               |
| Personne manquante                                                | ru:Без вести пропавший                   | 7 janvier 1957                   | Issaak Petrovitch Chmarouk (ru)                                                  |
| Petite Histoire (Court-métrage)                                   | ru:Маленькая история (короткометражный)  | 9 juillet 1957                   | Boris Epchteïn                                                                   |
| Le plus cher                                                      | ru:Всего дороже                          | 18 septembre 1957                | Iouri Aleksandrovitch Mouzykant (ru) et Solomon Selektor                         |
| Poète (film)                                                      | ru:Поэт (фильм)                          | 9 février 1957                   | Boris Barnet                                                                     |
| Pont (film)                                                       | ru:Мост (фильм, 1956)                    | 30 décembre 1957                 | Boris Iossifovitch Chreïber (ru)                                                 |
| Les Principes de madame Doulskaïa                                 | ru:Мораль пани Дульской (филь, 1957)     | 20 avril 1957 à la télévision    | Alekseï Filimonovitch Chvatchko (ru) et Leonid Viktorovitch Varpakhovski (ru)    |
| Prisonniers des gorges de Barsova                                 | ru:Пленники Барсова ущелья (фильм)       | 29 décembre 1957                 | Iouri Aramaïssovitch Erzinkian                                                   |
| Pygmalion (film, 1957)                                            | ru:Пигмалион (фильм, 1957)               | 6 avril 1957                     | Алексеев, Сергей Петрович (режиссёр)fr=Sergueï Petrovitch Alekseïev (ru)         |
| Quand les rossignols chantent                                     | ru:Когда поют соловьи                    | 8 avril 1957                     | Evgueni Vassilievitch Briountchouguine (ru)                                      |
| Quand passent les cigognes                                        | ru:Летят журавли                         | 12 octobre 1957                  | Mikhaïl Kalatozov                                                                |
| La Reine des neiges                                               | ru:Снежная королева (мультфильм, 1957)   | 22 octobre 1957                  | Lev Atamanov                                                                     |
| Le Ressentiment (film, 1956)                                      | ru:Обида (фильм, 1956)                   | 2 septembre 1957                 | Naoum Mikhaïlovitch Trakhtenberg (ru)                                            |
| Sang sacré                                                        | ru: Священная кровь                      | 30 décembre 1957                 | Latif Abidovitch Faïziev (ru)                                                    |
| Satellite autour de la planète (documentaire)                     | ru:Спутник над планетой (документальный) | 1957                             | Zoia Fomina                                                                      |
| Sœurs 1er film de la trilogie Le Chemin des tourments (film) (ru) | ru:Сёстры (фильм, 1957)                  | 24 septembre 1957                | Grigori Rochal et Marie Ivlianovna Andjaparidze                                  |
| Soldats (film, 1956)                                              | ru:Солдаты (фильм)                       | 15 juillet 1957                  | Aleksandr Gavrilovitch Ivanov (ru)                                               |
| Stepan Koltchouguine                                              | ru:Степан Кольчугин                      | 10 juillet 1957                  | Tamara Rodnonova                                                                 |
| Sur le chemin, ils se sont rencontrés                             | ru:Они встретились в пути                | 6 septembre 1957                 | Tatiana Nikolaïevna Loukachevitch (ru)                                           |
| Sur le poêle                                                      | ru:Пе-коптер (на печь) фильм, 1956)      | juillet 1957                     | Vladimir Efimovitch Karassiov (ru)                                               |
| Sur l'île Dalniy...                                               | ru:На острове Дальнем…                   | 18 novembre 1957                 | Nikolaï Vassilievitch Rozantsev (ru)                                             |
| La Symphonie de Léningrad                                         | ru:Ленинградская симфония (фильм)        | 26 septembre 1957                | Zakhar Markovitch Agranenko (ru)                                                 |
| Tchelkach                                                         | ru:Челкаш (фильм)                        | 15 juin 1957                     | Fiodor Ivanovitch Filippov (ru)                                                  |
| Télégramme (film, 1957)                                           | ru:Телеграмма (фильм, 1957)              | 1er septembre 1957               | Gueorgui Borissovitch Chtcherbakov (ru)                                          |
| Un été extraordinaire (film, 1957)                                | ru:Необыкновенное лето (фильм, 1957)     | 7 février 1957                   | Vladimir Bassov                                                                  |
| Un incident dans le désert                                        | ru:Случай в пустыне                      | 7 septembre 1957 à Tachkent      | Zaguid Zarifovitch Sabitov (ru)                                                  |
| Un printemps unique                                               | ru:Неповторимая весна                    | 31 mai 1957                      | Aleksandr Stolper                                                                |
| Une nuit (film, 1957)                                             | ru:Одна ночь (Фильм, 1956)               | 6 mai 1957                       | Aleksandr Aleksandrovitch Mouzil (ru) et Maksim Abramovitch Rouf                 |
| Une personne ordinaire                                            | ru:Обыкновенный человек                  | 8 mars 1957                      | Aleksandr Aronovitch Stolbov (ru)                                                |
| La Vallée des Roches Bleues                                       | ru:Долина синих скал                     | 7 février 1957                   | Nikolaï Pavlovitch Krassi                                                        |
| Vérité (film, 1957)                                               | ru:Правда (фильм, 1957)                  | 25 novembre 1957 à Kiev          | Viktor Nikolaïevitch Dobrovolski (ru) et Issaak Petrovitch Chmarouk (ru)         |
| Le Verre d'eau (film, 1957)                                       | ru:Стакан воды (фильм, 1957)             | 23 aout 1957                     | Aleksandr Gueorguievitch Oussoltsev-Garf (ru)                                    |
| Le Vieux Khottabytch                                              | ru:Старик Хоттабыч (фильм)               | 12 juillet 1957                  | Guennadi Kazanski                                                                |
| Vocation (film, 1956)                                             | ru:Призвание (фильм, 1956)               | 5 février 1957                   | Maria Nikolaïevna Fiodorova (ru)                                                 |
| Le Voyage des trois mers                                          | ru:Хождение за три моря (фильм)          | 6 décembre 1957 en Inde          | Khwaja Ahmad Abbas et Vassili Markelovitch Pronine                               |
| Voyage vers la jeunesse                                           | ru:Путешествие в молодость (фильм)       | 26 ou 28 juin 1957               | Vladimir Vladimirovitch Kraïnitchenko (ru) et Grigori Iossifovitch Lipchine (ru) |